# Ossazine

Formule di struttura delle 8 ossazine isomere.

Le ossazine sono un insieme di isomeri eterociclici esaatomici biinsaturi, basati sull'1,3-cicloesadiene o sull'1,4-cicloesadiene, in cui sono presenti nell'anello un atomo di azoto e uno di ossigeno. La loro formula molecolare C4H5NO. 
Questi composti non sono aromatici per via della presenza nell'anello di 2 atomi (tra C, N, oppure O) ibridati sp3 i quali in tal modo interrompono la delocalizzazione. Le otto ossazine isomere possono essere suddivise in base alla reciproca posizione degli atomi N e O nell'anello in tre gruppi: 1,2-ossazine (3), 1,3-ossazine (3) e 1,4-ossazine (2); un'ulteriore suddivisione di ciascun gruppo è possibile in base alla posizione di un atomo di idrogeno (2H-, 4H-, 6H-).
In generale, con linguaggio meno rigoroso, col termine "ossazine" si tende anche a indicare un insieme di derivati delle ossazine propriamente dette. In tal senso, uno dei più semplici derivati è la morfolina (tetraidro-4 H -1,4-ossazina), un intermedio nella sintesi di enammine e un solvente.